# Sydney Wiese
Sydney Wiese, née le 16 juin 1995 à Phoenix  en Arizona, est une joueuse américaine de basket-ball.

## Biographie
Elle fréquente la Pinnacle High School à Phoenix sous la direction de son père Troy Wiese. En senior, ses moyennes sont de 18,5 points et 5,2 passes décisives, ce qui en fait a meilleure lycéenne de l'Arizona.
Elle rejoint les Beavers d'Oregon State où elle établit un nouveau record de paniers à trois points pour l'université et de la Pacific-12 Conference avec 373 réussites. Elle détient le record des Beavers pour la réussite à trois points (41,5 %) et les passes décisives (624), alors qu'elle sort avec la cinquième marque pour les points inscrits (1815)

## Carrière professionnelle
Elle est choisie en 11e position de la draft WNBA 2017 par les Sparks de Los Angeles. Lors de son deuxième match WNBA, elle inscrit 2,3 points, avec six paniers à trois points, pour contribuer à une victoire 99 à 89 sur les Mystics de Washington. Ses statistiques sur l'année sont 22 points par rencontre. Avec un bilan de 26 victoires pour 8 défaites, les Sparks participent aux Finales WNBA contre le Lynx du Minnesota. 
Pour 2017-2018, elle joue en Australie avec Townsville Fire, où elle remporte le titre de championne WNBL 2018.

## Équipe nationale
Elle participe au camp de la sélection U16 de 2011, mais n'est pas retenue dans la sélection finale. En 2015, elle remporte l'or aux Mondiaux universitaires à Gwangju.
En avril 2018, elle participe au camp d'entraînement et aux matches amicaux de l'équipe nationale où elle figure parmi les joueuses identifiées pour briguer la relève des meneuses historiques Sue Bird et Lindsay Whalen.

## Statistiques NCAA
| Année   | Équipe                 | GP  | MPG  | FG%    | 3P%    | FT%    | RPG | APG | SPG | BPG | PPG  |
| 2013–14 | Beavers d'Oregon State | 30  | 33.4 | 45,9 % | 44,1 % | 76,2 % | 3.3 | 4.0 | 1.2 | 0.2 | 13.6 |
| 2014–15 | Oregon State           | 29  | 32.0 | 46,2 % | 43,8 % | 84,1 % | 2.6 | 5.6 | 0.6 | 0.3 | 12.6 |
| 2015–16 | Oregon State           | 21  | 31.6 | 42,7 % | 37,0 % | 76,9 % | 6.0 | 4.9 | 1.3 | 0.6 | 12.1 |
| 2016–17 | Oregon State           | 30  | 33.9 | 45,7 % | 47,2 % | 84,1 % | 5.0 | 4.7 | 0.9 | 0.1 | 15.4 |
| Career  | Oregon State           | 110 | 32.7 | 45,3 % | 43,7 % | 80,6 % | 4.1 | 4.8 | 1.0 | 0.3 | 13.5 |

## Palmarès
- Championne WNBL 2018[7]

## Distinctions personnelles
- Meilleur cinq de la Pac-12 (2017)[3]
- Second meilleur cinq de la Pac-12 (2015, 2016)[3]
- Vainqueur du Senior CLASS Award (2017)[3]
- Meilleur cinq des freshmen de la Pac-12 (2014)[3]
- Troisième meilleure cinq académique national (2017)[3]